# Karolcia (powieść)
Karolcia – powieść dla dzieci autorstwa Marii Krüger z 1959 roku. Większość wydań było ilustrowanych przez Halinę Bielińską. Lektura szkolna w Polsce. 

## Fabuła
Główna bohaterka, ośmioletnia Karolcia, wchodzi w posiadanie magicznego niebieskiego koralika, który spełnia każde jej życzenie. Dziewczynka oraz jej przyjaciel Piotr wykorzystują koralik do uszczęśliwiania innych ludzi. Magiczny przedmiot usiłuje zdobyć zła czarownica Filomena. Karolcia i Piotr przeżywają wiele przygód. Koralik  po wielu przygodach przestaje spełniać życzenia. 

## Historia wydań
Książka ukazała się w 1959 nakładem Wydawnictwa „Nasza Księgarnia” i od tego czasu miała szereg wydań. Od 1991 roku tytuł przejęło wydawnictwo Siedmioróg. Ukazały się także nieliczne wydania Krajowej Agencji Wydawniczej (nieilustrowane, poza tym z 1984, ilustrowanym przez Tomasza Borowskiego). Większość wydań Naszej Księgarni było ilustrowanych przez Halinę Bielińską (która była siostrą autorki i tworzyła je jednocześnie z pisaniem książki). Wydania Siedmiorogu mają nowych ilustratorów (wyd. z 1998 ma ilustrację Anny Zyndwalewicz i Artura Łobusia, a wydania z 2002 i 2007 roku, Artura Piątka).

## Kontynuacje
Sukces powieści wśród młodych czytelników zachęcił autorkę do napisania kontynuacji. W 1970 roku powstała powieść pt. Witaj, Karolciu opowiadająca o dalszych losach bohaterów pierwszej części, w której tytułowa bohaterka wchodzi w posiadanie magicznej niebieskiej kredki, umożliwiającej natychmiastową materializację rysunków w świecie realnym. W 2009 roku inny autor, Krzysztof Zięcik, dopisał dalszą część przygód Karolci pt. Karolcia na wakacjach.

## Adaptacje
Książki pt. Karolcia i Witaj, Karolciu dostępne są również jako książki audio (tzw. audiobooki) w interpretacji Marii Seweryn.
W roku 1995 na podstawie książki powstał spektakl Teatru Telewizji. Natomiast w 2001 roku podjęto próbę stworzenia filmowej ekranizacji. Reżyserem miała zostać Jowita Gondek. Do roku 2008 powstało około 80% filmu. Ostatecznie jednak go nie ukończono.

## Odbiór i analiza
Utwór jest lekturą szkolną w Polsce od wielu lat. Utwór dodano do listy lektur ok. 1985 roku (dla klas II-III). Powrócił do listy lektur dla klas I-III szkoły podstawowej (od 2017, był nią nadal dekadę później - stan na 2024/2025).
Analizując warstwę graficzną książki (ilustracje Bielińskiej) Marta Woszczak pisze, że jednokolorowe (poza okładką) ilustracje w książce „odznaczają się geometryzacją i uproszczeniem form, wypaczoną perspektywą bądź jej brakiem, dużym dynamizmem”; uproszczenie to (w porównaniu do innych ilustracji Bielińskiej) jest celowym zabiegiem artystki w celu dostosowania jej stylu do odbiorcy dziecięcego. W 2013 ukazało się wydanie z ilustracjami Bielińskiej „podkolorowanymi”. Woszczak zwróciła uwagę na interesujący, odmienny styl ilustracji Anny Zyndwalewicz i Artura Łobusia w wydaniu z 1998; styl ten nazywa bogatym i komiksowo-kreskówkowym („disnejowskim”), ale krytykuje te ilustracje jako zbyt natarczywe, „pozbawione charakteru, wyidealizowane i także nudne”.
W brytyjskim biuletynie IBBY „IBBYLink” Maria Ostasz, omawiając polskie powieści dla dzieci w latach 60., napisała: „Dużą popularnością wśród młodych czytelniczek cieszyła się wówczas Karolcia (1959) Marii Krüger...” i zauważyła: „Bohaterki tych powieści nie przeżywają wielkich konfliktów, ale doświadczają radości bycia razem wśród rówieśników, rodziny i przyjaciół”.
Według badań z 2017 r. książka jest jedną z popularniejszych lektur wśród młodszych dzieci.
Według Beaty Lisowskiej, piszącej w 2018 roku w czasopiśmie „Pedagogika. Studia i Rozprawy”, pozycja ta „od lat cieszy się dużą popularnością wśród młodych czytelników ze względu na fantastyczny świat nieprzewidywalnych i zabawnych przygód... a także rówieśniczych bohaterów”.
Według badań Anny Józefowicz z 2022 roku, polscy nauczyciele uznali książkę za średnio wartościową lekturę, rzadko realizowaną w klasie.